# 요테이산

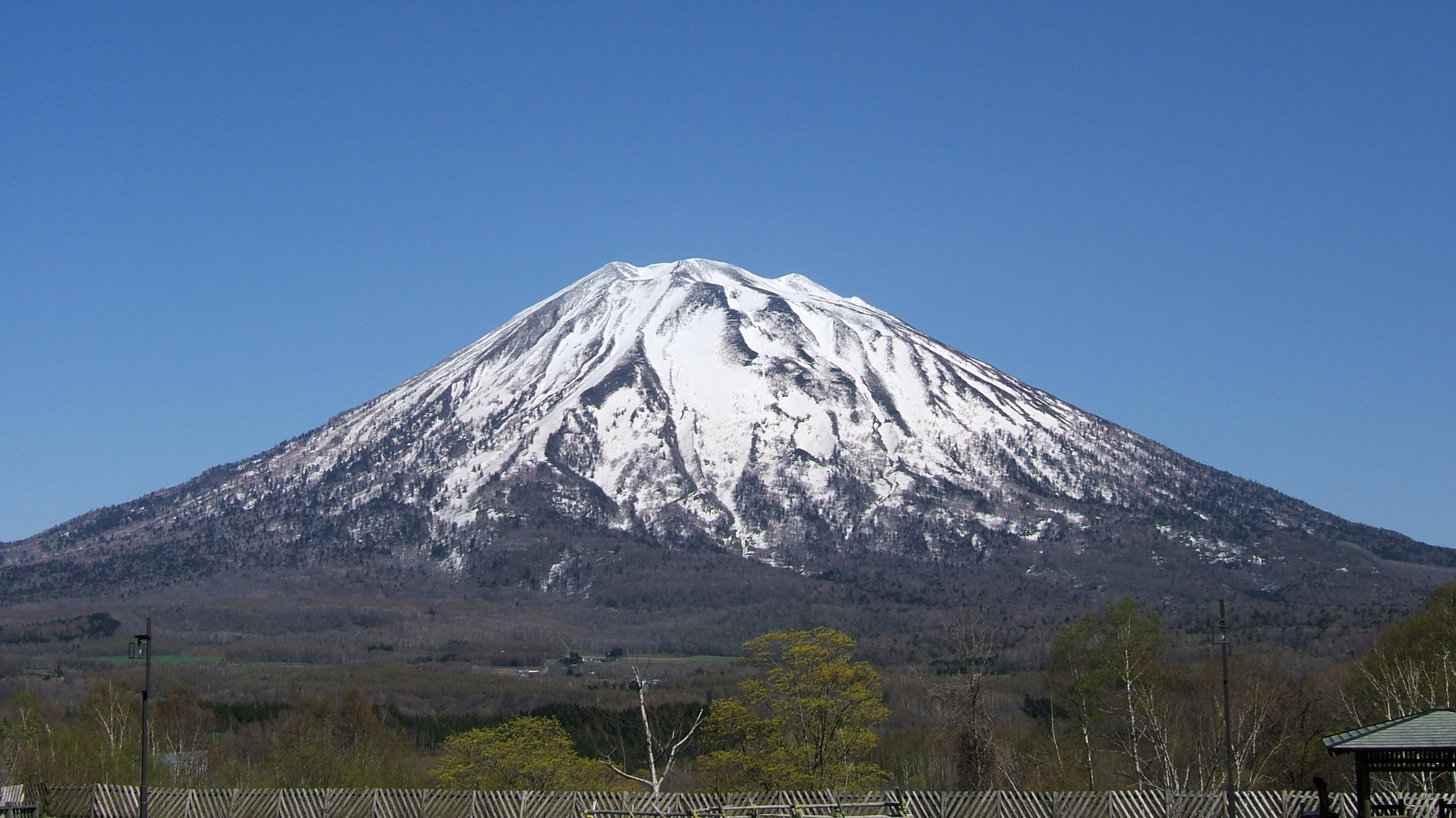
요테이산

요테이산(일본어: 羊蹄山)은 일본 홋카이도의 도야호 북쪽에서 기모베쓰정하고 루스쓰촌 사이에 위치해 있는 눈덮힌 1,898 m의 성층 화산으로, 잠재적인 활화산이다.
이곳은 후지산하고 매우 비슷하게 생겨, 작은 후지산이라는 별명을 갖고 있다. 일반적으로 후지산의 경우 7~8월 동안만 일반인들의 출입이 허용되는 반면 이곳은 기상특보시를 제외하면 언제든지 등산이 가능하며, 후지산보다 등반이 훨씬 수월한 편이다.
정상에는 화구호가 생기는 경우도 있는데, 그것은 만년설이 녹아서 생기는 것으로 추측된다.
이곳은 예조-후지산이라고 불릴 정도로 후지산보다 더 유명한 곳이다.